# Kacey Mottet Klein

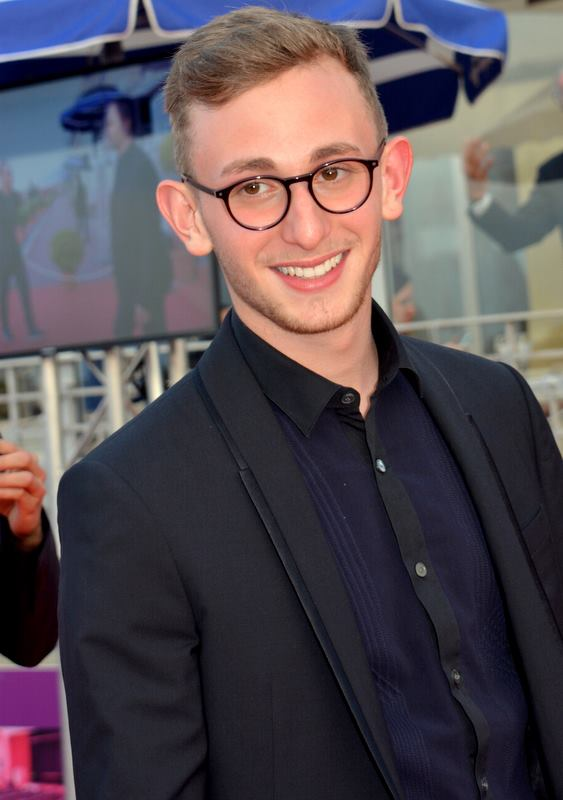
Kacey Mottet Klein 2016 am Film Festival in Cabourg

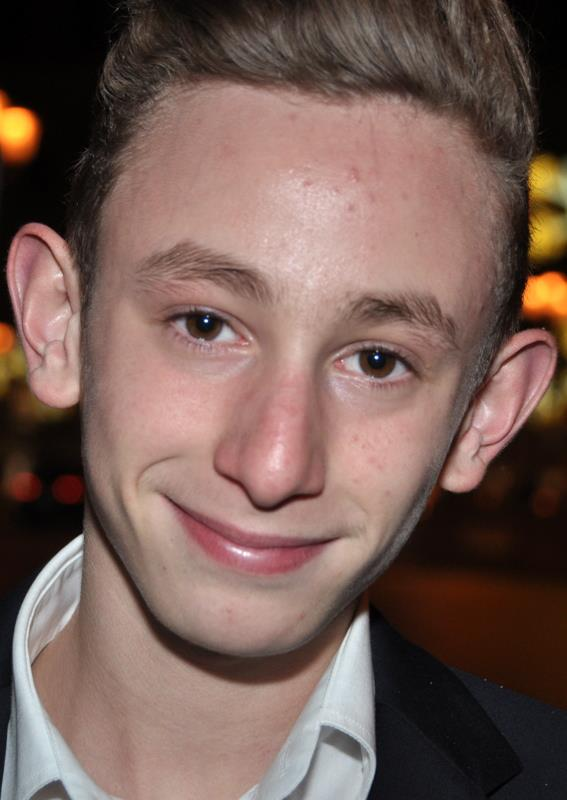
Kacey Mottet Klein 2013 bei der César-Verleihung in Paris

Kacey Mottet Klein ([keˌsimoˌtɛˈklɛ̃], * 20. Oktober 1998 in Bussigny-près-Lausanne) ist ein Schweizer Schauspieler aus dem Kanton Waadt.

## Leben
Kacey Mottet Klein wuchs in Bussigny-près-Lausanne bei seiner Mutter und seinem Adoptivvater auf. Dank der Herkunft seines Vaters besitzt er auch die US-amerikanische Staatsbürgerschaft.
In dem Film Home spielte er Julien, den zehnjährigen Sohn einer Familie, die unmittelbar an einer Autobahn wohnt. Für diese Rolle wurde er im Jahr 2009 mit dem Schweizer Filmpreis als „bestes schauspielerisches Nachwuchstalent“ ausgezeichnet.
Den Schweizer Filmpreis 2013 gewann Mottet Klein als Hauptdarsteller des Films Winterdieb (Regie Ursula Meier). Darin spielt er den zwölfjährigen Simon, der Skitouristen bestiehlt, um sich und die ältere Louise, die sich als seine Schwester ausgibt, über die Runden zu bringen. Für seine Darstellung erhielt Mottet Klein außerdem 2013 eine César-Nominierung als „bester Nachwuchsdarsteller“.
Auf der Berlinale 2016 wurde er nach der Präsentation seines Films Mit Siebzehn (Regie André Téchiné) als „Shooting Star“ ausgezeichnet.
Seit 2015 lebt Mottet Klein mit seiner Freundin in Brüssel.

## Filmografie (Auswahl)
- 2008 Home, Regie Ursula Meier
- 2010 Gainsbourg – Der Mann, der die Frauen liebte (Gainsbourg (Vie héroïque)), Regie Joann Sfar
- 2012 Winterdieb (L’enfant d’en haut), Regie Ursula Meier
- 2012 Le magasin des suicides, Stimme von Alan (Animationsfilm), Regie Patrice Leconte
- 2014 Kacey Mottet Klein, Anfänge eines Schauspielers, als er selbst (Kurzfilm, Dokumentarische Form), Regie Ursula Meier
- 2014 Gemma Bovery – Ein Sommer mit Flaubert (Gemma Bovery)
- 2015 Une mère, Regie Christine Carrière
- 2015 Keeper, Regie Guillaume Senez
- 2016 Mit Siebzehn (Quand on a 17 ans), Regie André Téchiné
- 2017 Ein königlicher Tausch (L'échange des princesses), Regie Marc Dugain
- 2017 Schockwellen – Tagebuch des Todes (Ondes de choc – Journal de ma tête), erster Teil der vierteiligen Mini-Serie, Regie Ursula Meier
- 2019 L’adieu à la nuit, Regie André Téchiné
- 2021: Das Ereignis (L’événement), Regie: Audrey Diwan
- 2022: Zoe & Sturm (Tempête)
- 2022: Last Dance